# 季多維奇 (沃倫斯基新城區)
50°36′33″N 27°21′21″E / 50.60917°N 27.35583°E
季多維奇（烏克蘭語：Дідовичі），是烏克蘭北部的村莊，隸屬日托米爾州的茲維亞赫爾區。該村面積1.86平方公里，海拔高度214米，2001年人口606，人口密度每平方公里326.16人。